# Muerte de la luz
Muerte de la luz (Dying of the Light) es una novela de ciencia ficción, escrita por George R. R. Martin en el año 1977.

## Argumento
Worlorn es un planeta en órbita errante que en un tiempo albergó una gran feria de  culturas. Ahora está sumergido en un estado de abandono del que nadie se preocupa pues está cerca de su inevitable muerte, alejándose cada año un poco más de la estrella que le dio vida. Un hombre llamado Dirk T'Larien acude a Worlorn para cumplir con una vieja promesa de amor a Gwen Delvano. Es aquí donde empieza todo, ya que los pocos habitantes que quedan en el planeta provienen de distintas culturas que acabarán chocando recíprocamente, entre las cuales la "Kavalar" es la predominante.
En realidad, una segunda lectura nos indica, que el libro, con todos los ingredientes de una novela de ciencia ficción, también nos relata una hermosa y desesperanzada historia de amor, que bien puede ser la que Dirk T´larien protagoniza junto a Gwen Delvano, la mujer por la que regresa a Worlorn; pero también, aunque solapadamente, este amor puede ser aún más general, el que se siente ante una cultura (la kavalar) que, lentamente, se despide del universo de la mano de este planeta moribundo, postergando su ocaso en una lenta y melancólica agonía.
Muy bellamente narrada, merecen especial atención los detalles con los que George R. R. Martin nos explica la cultura kavalar, a la que nutre de tradiciones, historia y una notable credibilidad.
- Datos: Q135165